# 김완제
김완제(金浣濟, 캐나다 유학 시절 영어 이름은 트래비스 킴(영어: Travis Kim), 1982년 12월 3일 ~ )는 대한민국의 가수 겸 작사가이다. 서울 용산구 동부이촌동에서 출생한 그의 현재 주요 거주지는 경기도 고양시 일산동구 중산동이다.

## 생애

### 어린 시절
그는 1982년 12월 3일, 서울 용산구 이촌동에서 김완재(金完齋)라는 이름으로써 싱어송라이터 김현식의 무녀독남 외동아들로 출생하였고 지난날 한때 서울 은평구 갈현동에서 잠시 유아기를 보낸 적이 있는 그는 3세 시절이던 1984년 김완제(金浣濟)라는 이름으로 개명하였다.
김완제가 3세가 되던 해인 1985년 그의 부모는 이혼하였고, 이 후 아버지 김현식에게 맡겨 길려졌으며 할머니이자 김현식의 어머니인 류진희 여사의 보살핌도 받았다. 이혼 이후에도 자신의 어머니와는 꾸준히 교류하였고 부친 김현식의 사망 이후에는 어머니와 살았다. 김현식은 아들을 끔찍히 사랑했지만 이와 별개로 상당히 엄한 아버지였다. 1990년 11월 김현식은 간경화로 인해 사망하였고 김현식 사후 발매된 정규 6집의 타이틀 곡 <내 사랑 내 곁에>는 200만장 이상의 앨범 판매량을 기록하며 골든 디스크 대상을 수상하게 된다. 김완제는 당시 할머니인 류진희 여사와 함께 대리수상을 하였고 김현식의 절친한 동료였던 장필순의 앵콜을 들으며 슬픈 표정을 짓고 있던 김완제의 모습은 수 많은 팬들의 마음을 안타깝게 했다.

### 미국과 캐나다 유학 생활
1995년 초등학교를 졸업한 후 1996년 중학교 1년 수료하고 나서 1996년에서 1999년까지 미국을 거쳐 캐나다 유학하였고 미국과 캐나다 유학 시절 고든 라이트풋과 테리 잭스와 앤디 킴과 앨버트 해먼드와 사라 브라이트먼의 음악 등을 비롯하여 야드버즈와 레드 제플린과 핑크 플로이드와 토머스 스타십과 에어 서플라이와 유럽과 서바이버의 음악 등을 섭렵하는 한편 캐나다의 대한민국 교포들이 사용하는 미디어를 통하여 대한민국 대중 음악을 접하였고 캐나다 유학을 마친 후 1999년 귀국하였다.

### 대중 음악 활동
그 후 2001년 언더그라운드 라이브 클럽에서 록 음악 가수 첫 데뷔하였으며 2002년 12월에서 2005년 12월까지 공군 사병 복무하여 공군 예비역 병장 전역한 이후로도 언더그라운드 라이브 클럽에서 록 음악 가수 활동하다가 2008년 재즈 하모니카 연주자 전제덕의 3집 음반에 객원 보컬리스트 참여하였고 2012년 솔로 싱글 앨범을 발표하였다. 이외에도 그는 R&B 음악과 랩 음악에도 조예가 깊다.
신장은 171cm이고 체중은 74kg인 그는 스키·볼링·컬링에 취미가 있고 영어·프랑스어·스페인어 회화와 노래·랩과 기타·피아노·하모니카 연주와 유러피안 테크토닉 댄스에 특기가 있다.

## 논란 관련 사태
그는 2014년 아버지 김현식의 24주기 콘서트를 치른 이후 그다지 높지 않은 수익을 기록하였는데 결국 이것이 발목을 잡히면서 해당 콘서트 기획한 관련 공연기획사 측에 의하여 2016년 1월에 사기 관련 혐의로 불구속 기소되었지만 그는 공연 수익 관련 금액을 떼어먹을 의향이 전혀 없었다고 언급 주장하면서 선친 김현식의 잔여 저작권을 모두 처분 조치 감행하여 이후 2016년 6월까지 공연 불이득 액수 변제를 하면서 사태가 일단락된 바 있다.

## 디스코그래피

### 참여 음반
- 2008년 《전제덕 3집》 - 〈한국 사람〉이라는 노래 작품에 가사 작사·보컬리스트 참여.
- 2015년 《여자를 울려 - O.S.T》 - 〈어둠 그 별빛〉이라는 노래 작품에 보컬리스트 참여.

### 싱글 앨범
- 2012년 《For you》

## 작사 작품
- 2008년 《한국 사람》 - (김완제 작사 / 김현식 작곡 / 전제덕 편곡 / 김완제 노래)
- 2012년 《For you》 - (김완제·김성욱 작사 / 이주용 작곡 / 이주용 편곡 / 김완제 노래)

## 출연작

### TV 프로그램
- 2010년 KBS 《감성다큐 미지수》 - (2010년 5월 29일)
- 2010년 KBS 《콘서트 7080》
- 2010년 MBC 《아우라》
- 2010년 SBS 《초콜릿》 - (2010년 12월 19일)[1]

## 음악가 특강
- 2013년 《서울실용음악고등학교 하계 특강》
- 2013년 《서울리라아트고등학교 하계 방학 특강》
- 2013년 《서울공연예술고등학교 추석 전야 특강》

## 학력
- 1995년 2월 서울잠원국민학교 졸업
- 1996년 2월 서울 방배중학교(前) → 1996년 8월 캐나다 온타리오 주 오타와 그린뱅크 중학교(前) → 1998년 2월 미국 캘리포니아 주 로스 앤젤레스 국제 학교(前) → 1999년 8월 캐나다 온타리오 주 오타와 캔터베리 고등학교 중퇴
- 2000년 8월 대한민국 고등학교 졸업 학력 검정고시